# ベオグラード中央駅
ベオグラード中央駅（ベオグラードちゅうおうえき、セルビア語: Железничка станица Београд Центар /   Železnička stanica Beograd Centar）は、セルビアの首都ベオグラードにある鉄道駅である。

## 概要
首都ベオグラードのターミナル駅として機能するよう作られた2016年開業の新駅で、旧ターミナル駅であるベオグラード駅より約1.6km南に位置している。2017年5月現在は一部の国内路線のみが当駅を発着していた。2018年7月1日より国際列車も含めベオグラード駅を発着していたすべての列車が当駅に移動し、ベオグラード駅は閉鎖された。また、近郊電車のBG Vozも停車する。5面10線のプラットフォームは完成しているが、駅舎や駅前広場などはまだ完成していない。

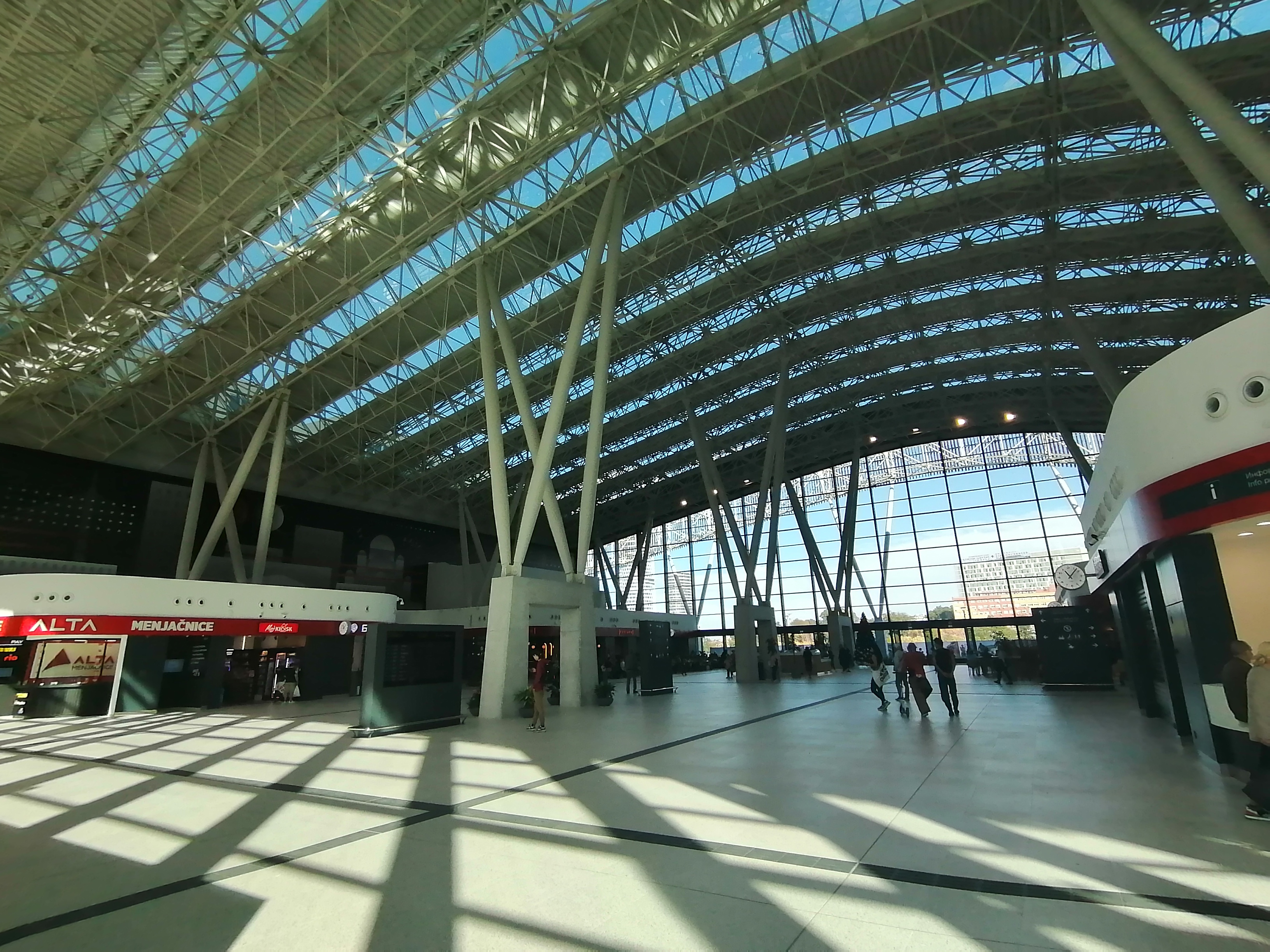
建物の内部
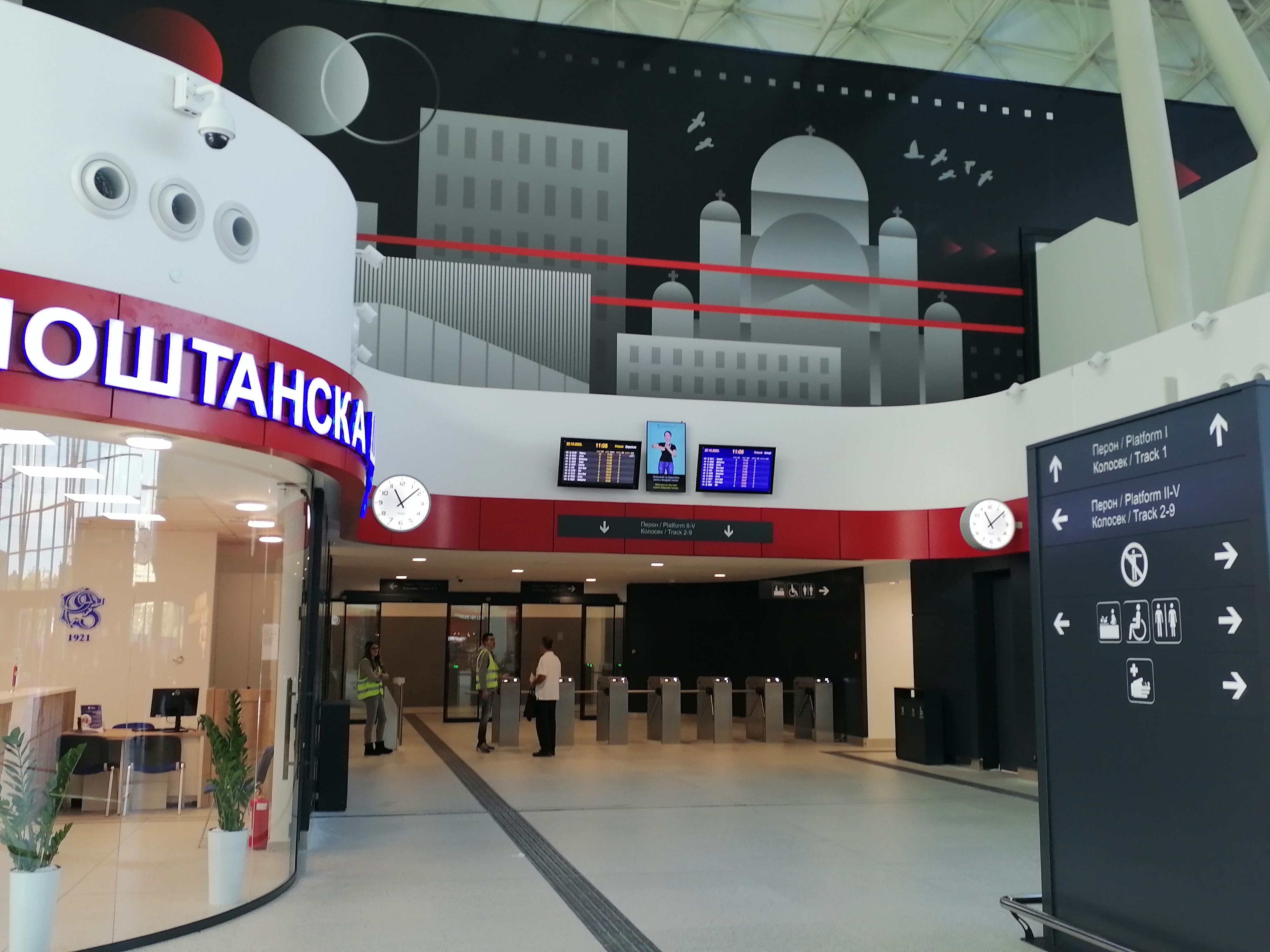
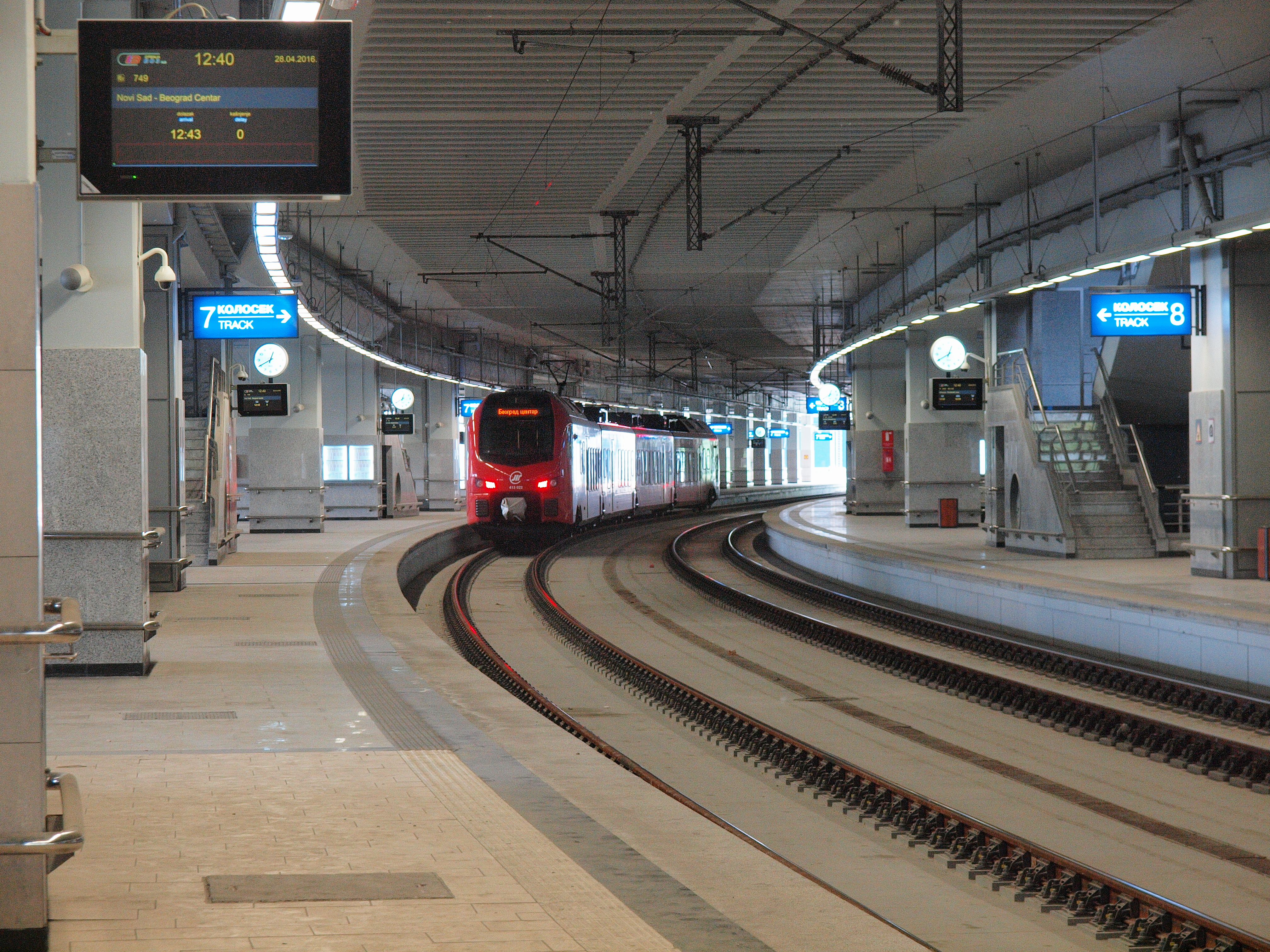
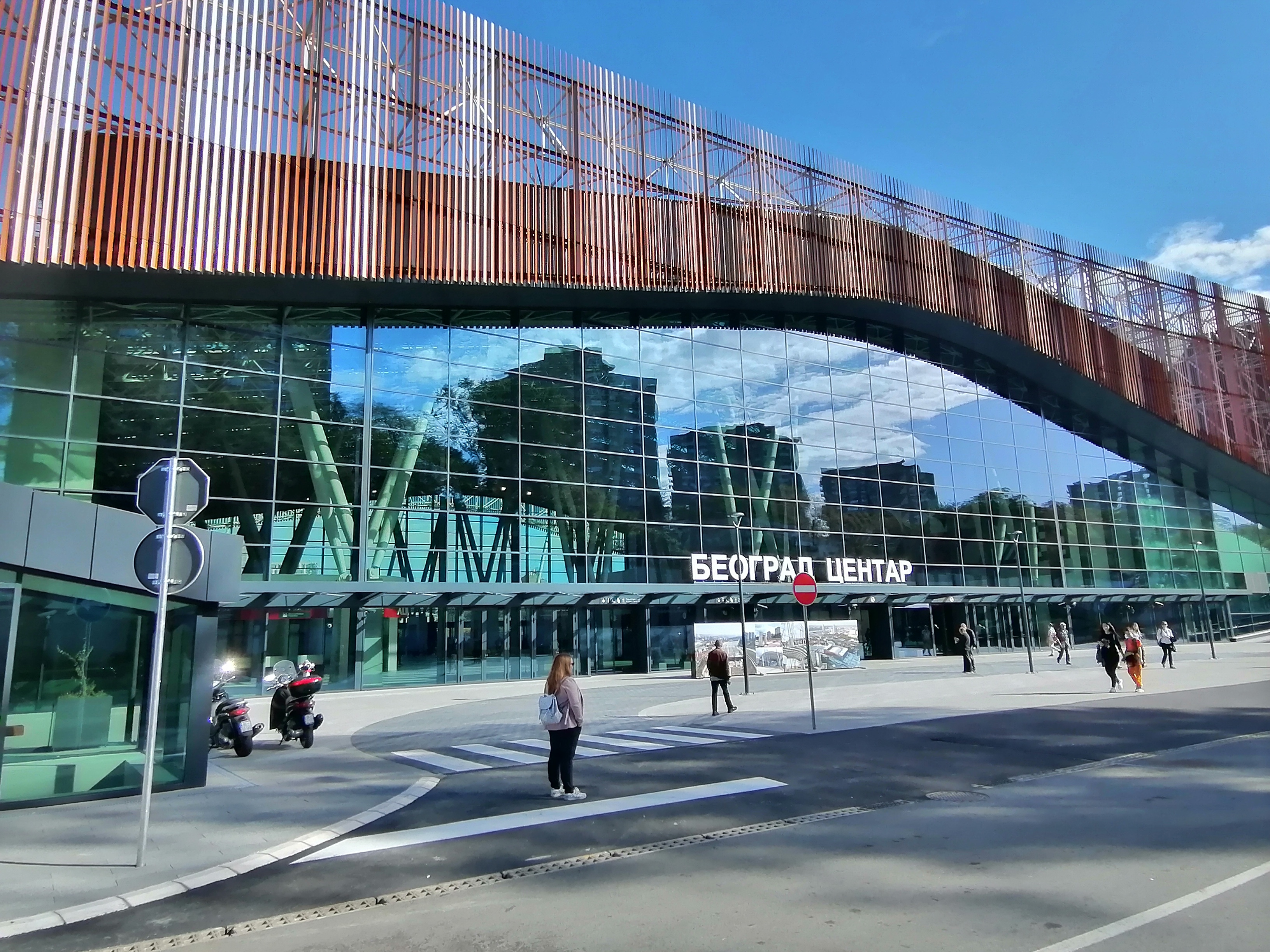